# Manuel Pedro Villaboim
Manuel Pedro Villaboim (Cachoeira, 16 de julho de 1867 — 11 de setembro de 1937) foi um magistrado e político brasileiro.

## Biografia
Nascido na Bahia filho de Manuel Pedro Álvares Moreira Villaboim e Umbelina de Oliveira Passos, formou-se na Faculdade de Direito do Recife e logo após decidiu estabelecer-se na cidade de São Paulo, onde foi contratado como lente da Faculdade de Direito do Largo São Francisco em 1911. 
Elegeu-se deputado estadual em 1910 e federal em 1915, cargo este que exerceu até 1930 pelo Partido Republicano Paulista. Foi então eleito senador para a 35ª legislatura, que seria breve tendo em vista o fechamento do Congresso Nacional após a Revolução de 1930 comandada por Getúlio Vargas.
Villaboim também foi diretor do jornal Correio Paulistano e juiz permanente do Tribunal Internacional da Haia. Em sua homenagem foi nomeada em 1938 uma praça na São Paulo, a Praça Villaboim no bairro de Higienópolis.